# Třikrát denně akt
Třikrát denně akt je první album české rockové skupiny Brutus.

## Seznam skladeb - první vydání (1991)
1. Kdo na to má 1:55
2. Automat svět 2:53
3. Hej kámo 1:57
4. Znáš tu dívku tam 2:56
5. Vosolme ji 3:04
6. Včera zašel jsem na dízu 3:58
7. Hledám dívku 1:57
8. Žádnej cukr 3:19
9. Zpívej s námi tento rock and roll 3:01
10. Ona nechce tančit rock and roll 5:05
11. První polibek 4:46
12. Třikrát denně akt 4:48

## Seznam skladeb - druhé vydání (2002)
1. Ladění
2. Kdo na to má
3. Automat svět
4. Hrajou dost nahlas?
5. Vosolme ji
6. Řekl jsem jí, pojď se mnou
7. Znáš tu dívku tam?
8. Ještě kousek
9. Papírek
10. Žádnej cukr
11. Komu není patnáct
12. Hej kámo
13. Zpívej s námi tento rock and roll
14. Ona nechce tančit rock and roll
15. Šavlozubý tygr
16. Hledám dívku
17. Miluju tvý reggae
18. Ty seš holka špatná
19. Rasový problém
20. Včera zašel jsem na dízu
21. Bluesmany z nás nikdo neudělá
22. Dokapat
23. Genetická výzva
24. Jazykovědné rozpaky
25. Ji-py-jé
26. Vážnost chvíle
27. Myslíme na vás
28. První polibek
29. Naděje
30. Vyhledej si jogína
31. Nesmíš takhle vonět
32. Žížaly
33. Třikrát denně akt
34. Přepili Rozvědčík
35. Dlažební kostka
36. Automat svět
37. Vosolme ji
38. Žádnej cukr
39. Hej kámo
40. Ona nechce tančit rock and roll
41. Třikrát denně akt